# Kataryna
Kataryna (ur. 25 października 1971) – pseudonim Katarzyny Moniki Sadło, autorki jednego z polskich blogów na temat polityki. Od stycznia 2013 do grudnia 2019 była publicystką tygodnika „Do Rzeczy”.

## Aktywność blogowa
Aktywność Kataryny jako politycznej komentatorki w internecie datuje się od czasów afery Rywina; pojawiła się wtedy na forum Kraj portalu Gazeta.pl. Jej okres największej świetności związany jest z okresem kampanii wyborczej Włodzimierza Cimoszewicza; była oponentką jego kandydatury. Po zwycięstwie Lecha Kaczyńskiego zamilkła na kilka miesięcy, powracając równie nieoczekiwanie jak znikła.
Kataryna publikuje w Salonie24.pl, publikowała też w zamkniętym w kwietniu 2019 r. serwisie Blox.pl. Na pewien czas wycofała się z publikacji w Salonie24, w związku ze sporem  na tle jej odmowy ujawnienia tożsamości.
W komentarzach politycznych Kataryna często zajmuje stanowisko krytyczne wobec Gazety Wyborczej: Zmieniły się radykalnie moje poglądy na III RP, w ciągu trzech lat przeszłam ewolucję z „człowieka rozumnego” do „oszołoma”.
Jarosław Kaczyński, mówiąc o pisaniu blogów, powiedział w wywiadzie dla Salonu24.pl: „Podobno są blogerzy, jak np. słynna Kataryna, co do której tożsamości a nawet tożsamości socjologicznej są spory, która robi to znakomicie (…). Jak kiedyś będę miał chwilę czasu to z Kataryną chętnie bym się poznał”.
W sierpniu 2008 Kataryna aktywnie włączyła się do akcji protestacyjnej w obronie dziennikarza Wojciecha Sumlińskiego, publikując na swoim blogu cyfrowy emblemat (rodzaj plakatu w formie grafiki komputerowej dostępnej w internecie).
W maju 2016 Kataryna udzieliła tygodnikowi „Polityka” wywiadu, w którym krytycznie odniosła się do działań PiS od momentu przejęcia władzy. Wkrótce potem po Twitterze zaczęło krążyć zdjęcie prawdopodobnie przedstawiające Katarzynę Sadło odbierającą odznaczenie państwowe z rąk Jacka Michałowskiego. W następstwie wywiadu Kataryna skarżyła się na hejt ze strony prawicowych internautów, a jej konto na pewien czas zniknęło z Twittera. Od stycznia 2013 do grudnia 2019 była publicystką tygodnika „Do Rzeczy”.

## Tożsamość Kataryny

### Spekulacje do maja 2009
Do maja 2009 tożsamość Kataryny nie była powszechnie znana i stanowiła przedmiot bezskutecznych spekulacji i żartów internautów. O bycie Kataryną podejrzewano kilkoro dziennikarzy i polityków. Z prawdziwą Kataryną rozmawiał telefonicznie Igor Janke. „To był zdecydowanie damski głos, interesujący, trochę tajemniczy… Więcej nie powiem” – relacjonował potem. Kilkakrotnie z blogerką spotkał się z kolei Robert Mazurek. W maju 2008 w „Dzienniku” ukazał się jego wywiad z Kataryną. W rozmowie blogerka przyznała, że pochodzi z południa Polski (z kontekstu rozmowy wynikało, że z Rzeszowa – miasto wojewódzkie na „R”), jest po 30., studiowała na dwóch kierunkach w Warszawie, gdzie także mieszka. Jest członkiem stowarzyszenia Mensa. W pracy „spotyka osoby publiczne”, ale nigdy nie była dziennikarką. Z kolei w sierpniu 2008 Kataryna przeprowadziła w „Dzienniku” wywiad z Mazurkiem.
W 2006 Krzysztof Urbanowicz poinformował, że Kataryna była autorem sponsorowanym przez Agorę. Kataryna i Agora temu zaprzeczyły, a Urbanowicz wycofał się ze swojego stwierdzenia i przeprosił Katarynę.

### Zapowiedzi ujawnienia tożsamości
W maju 2009 właściciel serwisu Salon24 Igor Janke ogłosił, że Krzysztof Czuma, syn ministra sprawiedliwości Andrzeja Czumy, wysłał do portalu Salon24.pl pismo z żądaniem usunięcia „kłamliwego i obraźliwego wpisu na blogu niejakiej »Kataryny«”.
Przedstawiciele portalu odpowiedzieli, że wpis Kataryny nie narusza regulaminu i w związku z tym nie zostanie usunięty.
Kataryna zapowiedziała, że jeśli min. Czuma będzie chciał wytoczyć jej proces, to ujawni swoje dane.
Kilka dni później Dziennik Polska-Europa-Świat ujawnił, że zna tożsamość Kataryny. Gazeta nie podała wprawdzie nazwiska blogerki, ale opisała ją w sposób, który pozwala na jednoznaczną identyfikację: jest to pochodząca z Rzeszowa 38-latka, „znana i szanowana w środowisku organizacji pozarządowych” prezes warszawskiej fundacji zajmującej się „wspieraniem różnorodnych form aktywności społecznej, wzmacnianiem u obywateli umiejętności współdziałania w kształtowaniu demokratycznego społeczeństwa”. Te informacje w zupełności wystarczyły internautom do identyfikacji fundacji i jej prezes.
Kataryna ujawniła treść SMS-a, jaki otrzymała od Sylwii Czubkowskiej, dziennikarki Dziennika, w którym autorka namawia Katarynę do ujawnienia swojej tożsamości na łamach jej gazety i ostrzega, że w przeciwnym przypadku informację może wykorzystać Fakt (tabloid należący do tego samego wydawcy, tj. Axel Springer Polska).

Wolimy by zgodziła się Pani na ten coming out na Pani warunkach włącznie z zatrudnieniem Pani jako naszej publicystki. Ale proszę nas zrozumieć to „frustrujące wiedzieć i nie móc napisać”. Wiem, że Pani tożsamość zna Fakt a przez nich nie zostanie Pani tak dobrze potraktowana – proszę tego nie traktować jako szantażu.

### Proces
W 2009 Kataryna pozwała spółkę Axel Springer Polska, wydawcę „Dziennika”, i dziennikarzy tego dziennika o naruszenie jej prawa do prywatności. W pozwie Kataryna ujawniła, że nazywa się Katarzyna Sadło. Był to precedensowy spór o prawo do prywatności w Internecie, ale ze względu na ugodę stron sąd ostatecznie nie rozstrzygnął wątpliwości związanych z tą sprawą.

## Materiały
- Wywiad z Kataryną dla TVN24
- „Na smyczy trzyma filozofów Europy… Kataryna” – tekst na temat Kataryny na blogu PLaNETa_tErrA
- Post Krzysztofa Leskiego sugerujący, ze Kataryna mogła być gościem na imprezie Salonu 24 u niego w domu. krzysztofleski.salon24.pl. [zarchiwizowane z tego adresu (2008-09-24)].
- Wywiad Roberta Mazurka z Kataryną dla Dziennika z 24 maja 2008. dziennik.pl. [zarchiwizowane z tego adresu (2010-03-16)].